# Brandon Hardesty
Brandon Allan Hardesty (n. 13 aprilie 1987, Baltimore, America Britanică⁠(d), Regatul Marii Britanii) este un actor american de film, televiziune, și voce.